# 神奈川县立生命之星·地球博物馆
神奈川县立生命之星·地球博物馆（日语：神奈川県立生命の星・地球博物館）是指一座位于日本神奈川县小田原市的自然科学博物馆，建馆于1995年3月。该馆目前以“收集、保管并展示地球和生命相关的资料，并对其进行相关的调查研究和情报提供服务，为神奈川县民的学习活动提供支援”为目的运营中。

## 沿革
1986年12月，根据神奈川县的第二次新神奈川计划，决定在县内建设一座科学博物馆。在此之后的几年内，该馆的准备工作持续进行中，当时暂定的馆名为“自然系博物馆”。1995年3月20日，神奈川县立生命之星·地球博物馆正式开馆，并于次日对外开放，并在开馆第705天达成了总来馆人次达100万的里程碑。1998年3月和2013年10月，当时的天皇明仁两次到访了该馆。

## 展馆
神奈川县立生命之星·地球博物馆以“从46亿年前地球诞生开始考虑地球的未来”为主题持续进行着展示活动。并将主题分为5个小版块，以单独的展示室对相关的展品进行展示。
- 地球展示室：对从地球诞生起直到现在的宇宙进行介绍。同时对地球内部的构造进行介绍。该展室内展示了陨石和世界各地的矿石，参观者有机会可以亲手触摸到这些实物。
- 生命展示室：该展室内展出了高达3层楼的巨大恐龙标本[4]。同时也展出了一些动物和植物的标本。
- 神奈川展示室：该展室展出了神奈川县内的动物和植物的标本。
- 共生展示室：对因人类对地球环境施加的影响而发生变化的动植物进行介绍。
- 大型书籍展示室：展示了一系列共27本关于自然科学的立体百科全书。这些“百科全书”高3.2米，载满实物标本[5]。

同时，馆内还设有互动式映像馆供参观者体验。